# ナザラデヴィ駅
ナザラデヴィ駅（ナザラデヴィえき、グルジア語: ნაძალადევი、グルジア語ラテン翻字: Nadzaladevi）は、ジョージアのトビリシ、ナザラデヴィ地区にあるトビリシ地下鉄1号線の駅である。ツォツネ・ダディアニ通り沿いに位置する。
1992年までの名称は、オクトムベリ駅（ოქტომბერი、Oktomberi）。現在の駅名の由来は、この場所の地名ナザラデヴィから。

## 歴史
- 1966年1月11日 - オクトムベリ駅として開業。

- 1992年 - 現駅名に改称。

- 2007年 - 駅舎を改修。

## 駅構造
建築家のH・テヴザゼ (თ. თევზაძე) とR・キクナゼ (რ. კიკნაძე) が設計し、都市計画機構が施工した。3本のトンネルによるパイロン駅構造の地下駅であり、単一ロビーの構成となっている。2007年に改修が行われた。
待合室の壁面には、芸術家のA・グルゲニゼ (ა. გურგენიძის) による絵が描かれている。また天井や床面にはトビリシの夜景のパノラマが描かれている。